# 7. Tony-gála
Az 7. Tony-gála az 1952/1953-as szezon legjobb Broadway színházi alakításait értékelte. A díjátadót 1953. március 29-én tartották a New York-i Waldorf-Astoria Hotelben, a műsor házigazdája Faye Emerson volt. A ceremóniát a National Broadcasting Company rádióadója közvetítette élőben.

## Győztesek
Forrás:

### Produkciók
| Kategória         | Győztes |
| ----------------- | --- |
| Legjobb színdarab | A salemi boszorkányok - Arthur Miller, Kermit Bloomgarden                                                     |
| Legjobb musical   | A csodák városa - Joseph Fields, Jerome Chodorov, Leonard Bernstein, Betty Comden, Adolph Green, Robert Fryer |

### Színészek
| Kategória                                 | Győztes                                   |
| ----------------------------------------- | ----------------------------------------- |
| Legjobb férfi főszereplő színdarabban     | Tom Ewell - Hétévi vágyakozás             |
| Legjobb női főszereplő színdarabban       | Shirley Booth - The Time of the Cuckoo    |
| Legjobb férfi főszereplő musicalben       | Thomas Mitchell - Hazel Flagg             |
| Legjobb női főszereplő musicalben         | Rosalind Russell - A csodák városa        |
| Legjobb férfi mellékszereplő színdarabban | John Williams - Éjszakai telefon          |
| Legjobb női mellékszereplő színdarabban   | Beatrice Straight - A salemi boszorkányok |
| Legjobb férfi mellékszereplő musicalben   | Hiram Sherman - Two's Company             |
| Legjobb női mellékszereplő musicalben     | Sheila Bond - Wish You Were Here          |

### Készítők
| Kategória                           | Győztes                              |
| ----------------------------------- | ------------------------------------ |
| Legjobb rendező                     | Joshua Logan - Picnic                |
| Legjobb díszlettervezés             | Raoul Pene Du Bois - A csodák városa |
| Legjobb jelmeztervezés              | Miles White - Hazel Flagg            |
| Legjobb koreográfia                 | Donald Saddler - A csodák városa     |
| Legjobb karmester és zenei igazgató | Lehman Engel - A csodák városa       |
| Legjobb színpadi technikus          | Abe Kurnit - Wish You Were Here      |

### Különdíjak
- Beatrice Lillie
- Danny Kaye
- Equity Community Theatre

## Fordítás
- Ez a szócikk részben vagy egészben  a(z)   7th Tony Awards című angol Wikipédia-szócikk fordításán alapul.  Az eredeti cikk szerkesztőit annak laptörténete sorolja fel. Ez a jelzés csupán a megfogalmazás eredetét és a szerzői jogokat jelzi, nem szolgál a cikkben szereplő információk forrásmegjelöléseként.